# Alpes de Danakil
Los Alpes de Danakil son una región montañosa situada entre Etiopía y Eritrea. Tiene cumbres con altitud superior a 1.000 metros, y una anchura que varía entre 40 y 70 kilómetros. Se encuentran al este de la depresión de Danakil y la separan del sur del Mar Rojo. 

## Geología
El macizo forma parte de un horst, limitado por fallas y levantado desde el Mioceno. Su zócalo está formado por rocas de edad precámbrica, y en la costa de Eritrea hay afloramientos de edad precámbrica y mesozoica. La roca del basamento de los Alpes se ha recubierto de basalto de inundación desde la época del Oligoceno. Hace unos 20 millones de años se abrió la zona de ruptura de Afar. Esto dio lugar a que los Alpes se separaran de la meseta etíope a la que habían estado unidos anteriormente y se desplazaran hacia el este / noreste.
Los Alpes del Danakil contienen muchos edificios volcánicos, como los que forman la cordillera volcánica de Nabro. Los mayores edificios de la cordillera volcánica de Nabro son el Mallahle, el Nabbro y el Dubbi. La cordillera volcánica se extiende hacia el noroeste hasta el Mar Rojo, terminando con el volcán Kod Ali en alta mar.
Los Alpes de Danakil han estado aislados del mar desde finales del Pleistoceno.

## Véase  también
- Desierto de Danakil